# The Cars
The Cars fue una banda estadounidense de rock que surgió de la escena new wave a finales de la década de 1970, proveniente de la ciudad de Boston, Massachusetts. Liderada por Ric Ocasek y conformada además por Benjamin Orr, Greg Hawkes, Elliot Easton y David Robinson, se formaron a mediados de los años 1970 en pleno despegue punk; en 1977 consiguieron un contrato discográfico con Elektra Records y en 1978 lanzaron su primer disco.
En 2010, los cuatro miembros supervivientes de la banda se reagruparon y grabaron su séptimo y último álbum Move Like This (2011) tras veintidós años de ausencia de los estudios de grabación. Este disco presentó sus sencillos y videos "Blue Tip" y "Sad Song", que mantienen en buena medida su estilo new wave y power pop característico.

## Biografía

### Inicios
El grupo The Cars se creó en 1976 cuando Ric Ocasek y Benjamin Orr se conocieron en una fiesta en Columbus, Ohio, y comenzaron a tocar como un dúo, haciendo versiones de clásicos del rock, como también interpretando su propio material. Después de decidir que Boston sería un mejor lugar para irrumpir en el negocio musical, Ocasek y Orr se mudaron a dicha ciudad. Fue allí donde conocieron a Greg Hawkes, quien había estudiado en Berklee College of Music, y los tres fueron los primeros en trabajar juntos en una banda folk llamada Milkwood. Editaron un álbum titulado How's the Weather.
Después de Milkwood, Ocasek y Orr formaron otro grupo llamado Richard and the Rabbits, cuyo nombre fue sugerido por Jonathan Richman. Fueron una banda local de club por un tiempo. Tiempo después, Greg abandonó temporalmente a Ric y Ben y se unió a grupos como Orphan, una banda de soft-rock, y a Martin Mull and His Fabulous Furniture, quienes trabajaron en comedias musicales, donde tocó una variedad de instrumentos. Ric y Ben entonces tocaban como un dúo acústico llamado Ocasek and Orr. Algunas de las canciones que interpretaban se transformaron en el fondo musical de los temas de The Cars en el comienzo.
Una nueva formación se consolidó más tarde, cuando Ocasek y Orr incluyeron a Elliot Easton y pasaron a llamarse Captain Swing. Este nuevo grupo captó la atención de Maxanne Sartori, un DJ local de Boston que comenzó a programar frecuentemente sus temas. A pesar de que lentamente se iban convirtiendo en músicos más experimentados, Captain Swing todavía tenía un largo camino por recorrer antes de desarrollar una imagen profesional. En ese tiempo varios sellos discográficos rechazaron a la banda porque los veían "demasiado raros". 
Benjamin Orr actuaba como cantante, no tocaba ningún instrumento y cantaba el grueso de los temas de la banda. Ocasek decidió dar un nuevo giro a la banda y despidió al bajo y al batería, en busca de algo que estuviera a la altura de su estilo de composición musical. Debido a que una de las mayores quejas de las discográficas importantes era que Benjamin Orr no hacia nada excepto pararse y cantar, decidieron que debería sostener algo, por ello desde ese momento fue el encargado de tocar el bajo. Además, decidieron incorporar nuevamente a Greg Hawkes en los teclados y como batería a David Robinson. Conocido por su carrera con The Modern Lovers, Robinson también tocó en DMZ y the Pop!. A Robinson fue a quien se le ocurrió el nuevo nombre del grupo; "The Cars" que surgió de los juegos de palabras referidas a los automóviles.

### Éxito comercial
Después de pasar el invierno de 1976 tocando por toda Nueva Inglaterra, desarrollando y perfeccionado los temas que se transformarían en su álbum debut, la banda firmó con Elektra Records. La maqueta de "Just What I Needed" se convirtió en el primer sencillo del álbum debut de la banda y en su primer éxito en el Top 20 del Billboard, el álbum The Cars fue lanzado en 1978, el cual alcanzó el n.º 3 en el ranking Billboard de álbumes Pop. Los temas "My Best Friend’s Girl" y "Good Times Roll" entraron rápidamente en el Top 40. The Cars son nominados en la categoría de Artistas Nuevos en los Grammy de 1979. Siguiendo el liderazgo de Roxy Music, la banda encargó al afamado artista peruano de Playboy Alberto Vargas el diseño de la ilustración para su segundo álbum, la carátula de Candy-O, editado en 1979. Hits de este álbum incluían el sencillo "Let's Go" que llegó a los primeros lugares del chart y "It’s All I Can Do", incluida en la lista Top 40.
La mayoría de los sencillos incluían un solo de guitarra de Elliot Easton con el sonido de los sintetizadores de Greg Hawkes y las armonías vocales de Easton, David Robinson y Hawkes. Los líneas vocales principales estaban divididas en un 60-40 entre Ric Ocasek teniendo un 60% y Benjamin Orr en el 40% restante. Mientras que Ocasek era el compositor principal de la banda, Orr actuaba como cantante en conciertos y actuaciones en vivo.
Su álbum experimental Panorama, fue lanzado en 1980, logrando solamente colocar un tema en el Top 40, "Touch and Go". La revista Rolling Stone describió al álbum como "agresivo y experimental", así como "un disco de arte de Ocasek, y uno muy bueno para nada". En 1981, The Cars compraron su propio estudio en Boston, al que llamaron "Synchro Sound". El único álbum de The Cars grabado en ese lugar fue Shake It Up. Fue el primer álbum en colocar un hit (puesto cuatro) con el tema título del disco, "Shake it Up", así como otro Top 40: "Since You’re Gone". En 1982, The Cars tomaron un pequeño descanso y se dedicaron a proyectos solistas, Ric Ocasek y Greg Hawkes lanzaron ambos sus álbumes debut.
Volvieron a reunirse y grabaron su álbum más exitoso, Heartbeat City, editado en 1984. El primer sencillo "You Might Think" ayudó a The Cars a ganar en los MTV Video Music Awards el premio de Video del Año. Otros hits del álbum fueron "Drive" el mayor éxito del álbum, además de "Magic", "Hello Again" en el Top 20 y "Why Can’t I Have You" en el Top 40. Su sencillo, "Drive" fue la canción número 3 del año y ganó mayor notoriedad cuando fue usada en un video sobre la hambruna en Etiopía preparado por Canadian Broadcasting Corporation y presentado por David Bowie en el Live Aid de 1985. Además los Cars participaron en dicho evento en la versión norteamericana realizado en el estadio J.F. Kennedy de Filadelfia el 13 de julio de 1985. A fines de 1984 y gran parte del año 1985, realizaron giras por todo Norteamérica y Europa.
Añadido al periodo de súper estrellato vino otro éxito, el sencillo "Tonight She Comes" de su álbum Greatest Hits de 1985. The Cars se tomaron un tiempo para nuevamente perseguir proyectos solistas. Elliot Easton y Benjamin Orr lanzaron sus álbumes debut, mientras Ric Ocasek editó su segundo trabajo solista. 
En 1987, The Cars publicó su álbum Door to Door, el último en 24 años y el definitivo con la formación clásica original. El disco no alcanzó el éxito de sus trabajos previos (N.º 26 en Billboard 200). El único sencillo extraído de este álbum fue "You Are The Girl", que alcanzó un aceptable N.º 17 en Billboard. Anunciaron la disolución del grupo en febrero de 1988, la cual pareció definitiva hasta 2010.
A fines de 1990, circularon rumores sobre una reunión de The Cars, sin resultados. Sin embargo, en 1995 Rhino Records publicó un set de 2-CD set llamado Just What I Needed: The Cars Anthology, conteniendo todos los hits mezclados con rarezas (maquetas, lados B no pertenecientes a álbumes). Fueron seguidos de las ediciones de The Cars: Deluxe Edition (1999), su álbum debut en formato de 2-CD, y Complete Greatest Hits.
Ocasek continuó como solista, editando más de siete discos de estudio. David Robinson se retiró de la música y pasa la mayor parte de su tiempo dedicado a su restaurante. Recientemente vendió el restaurante y ha abierto una galería de arte.

### Muerte de Benjamin Orr y reunión
Benjamin Orr murió de cáncer de páncreas el 3 de octubre de 2000. Elliot Easton y Greg Hawkes mezclaron sus talentos con Todd Rundgren en una nueva alineación, The New Cars en 2005.
En 2010, la banda anuncia el lanzamiento de un nuevo álbum de estudio en 23 años con su formación original, con la excepción del ya fallecido Orr.
Su nuevo álbum se titula Move Like This, lanzado en mayo de 2011 con canciones como "Blue Tip", "Too Late", "Keep On Knocking", "Soon", "Sad Song", "Free", "Drag On Forever", "Take Another Look", "Its Only" y "Hits Me", que contienen esencialmente el estilo new wave que caracterizó a la banda. Este trabajo, en general, fue bien recibido por el público estadounidense y alcanzó el N.º 7 en Billboard 200.

### Muerte de Rick Ocasek
El 15 de septiembre de 2019, la NBC informó que Ocasek, el fundador del grupo, había sido encontrado muerto en su casa de Nueva York a los 75 años de edad.

## Discografía

### Álbumes de estudio
- The Cars (1978)
- Candy-O (1979)
- Panorama (1980)
- Shake It Up (1981)
- Heartbeat City (1984)
- Door to door (1987)
- Move Like This (2011)

### Recopilaciones
- Greatest Hits (1985)
- Just What I Needed: The Cars Anthology (1995)
- The Cars (Deluxe Edition) (1999)
- Shake It Up & Other Hits (2001)
- Complete Greatest Hits (2002)
- The Essentials (2005)
- Classic Tracks (2008)